# BARS
BARS (ros. БАРС) (ros. Leopard) – wojskowy system łączności państw Układu Warszawskiego.
System łączności troposferycznej (tropospheric-scatter) został oddany do użytku w grudniu 1987. 
W skład wchodziło 26 węzłów (w 29 kierunkach) na terenie ZSRR, Polski, NRD, Czechosłowacji, Węgier, Bułgarii.
Większość linków systemu BARS wykorzystywała urządzenia R-417 Baget-S, które pracowały na częstotliwościach 4,435–4,555 GHz i 4,630–4,750 GHz (pasmo S), moc nadawcza mogła osiągać 1,5 kW – 2,5 kW. System dostarczał 60 cyfrowych kanałów głosowych lub przepustowość danych na poziomie 480 kbit/s. 
Maksymalna długość pojedynczego linku R-417 wynosiła 200 km. 
Dwa linki systemu BARS, których odległość przekraczała 200 km wykorzystywała urządzenia R-420S, które miały anteny paraboliczne o średnicy 16 metrów. 
Systemy obsługi łączności BARS  były autonomiczne: miały zapasy żywności i wody, generatory, filtry powietrza i zapasy tlenu.

## Węzły łączności

### Węzły łączności w ZSRR[2]
| Numer | Lokalizacja    | Współrzędne                                     |
| ----- | -------------- | ----------------------------------------------- |
| 101   |                | 52°26′00,88″N 24°16′22,01″E/52,433578 24,272781 |
| 102   |                | 50°00′55,76″N 23°46′10,09″E/50,015489 23,769469 |
| 103   | Полонина Руна  | 48°47′55,12″N 22°48′36,03″E/48,798644 22,810008 |
| 104   |                |                                                 |
| 105   |                |                                                 |
| 106   |                |                                                 |
| 107   |                |                                                 |
| 108   |                |                                                 |
| 109   | Гора Космечара | 48°46′38,82″N 24°17′22,48″E                     |

### Węzły łączności w Polsce
| Numer | Lokalizacja                  | Współrzędne                                     |
| ----- | ---------------------------- | ----------------------------------------------- |
| 201   | Przywary, niegdyś JW 2464    | 50°47′35,31″N 18°32′17,61″E/50,793142 18,538225 |
| 202   | Chocianów, Patera            | 51°25′16,13″N 15°50′52,33″E/51,421147 15,847869 |
| 203   | Czarna, obiekt niedokończony | 50°03′06,23″N 21°13′06,95″E/50,051731 21,218597 |
| 204   | Chorągiewka, obecnie JW 1344 | 52°56′20,02″N 18°30′37,49″E/52,938894 18,510414 |
| 205   | Lipianka, obecnie Monar      | 52°57′45,59″N 21°31′06,18″E/52,962664 21,518383 |
| 206   | Łężyce, obecnie CWTiD MW     | 54°31′04,21″N 18°21′17,92″E/54,517836 18,354978 |
| 207   | Suchowo                      | 53°19′56,51″N 15°49′39,12″E/53,332364 15,827533 |

### Węzły łączności w NRD
| Numer | Lokalizacja                                | Współrzędne                                     |
| ----- | ------------------------------------------ | ----------------------------------------------- |
| 301   | Bad Freienwalde (Oder), Bunkier Wollenberg | 52°44′29,38″N 13°57′43,33″E/52,741494 13,962036 |
| 302   | Tribsees, Bunkier Eichenthal               | 54°03′40,95″N 12°43′27,01″E/54,061375 12,724169 |
| 303   | Röhrsdorf (Königsbrück), Bunkier Röhrsdorf | 51°18′06,44″N 13°48′39,58″E/51,301789 13,810994 |

### Węzły łączności w Czechosłowacji
| Numer | Lokalizacja         | Współrzędne                                     |
| ----- | ------------------- | ----------------------------------------------- |
| 401   | Benátky nad Jizerou | 50°18′00,72″N 14°45′28,52″E/50,300200 14,757922 |
| 402   | Lipník nad Bečvou   | 49°35′50,09″N 17°34′23,21″E/49,597247 17,573114 |
| 403   | Hlohovec            | 48°24′24,17″N 17°48′20,81″E/48,406714 17,805781 |

### Węzły łączności na Węgrzech
| Numer | Lokalizacja     | Współrzędne                                     |
| ----- | --------------- | ----------------------------------------------- |
| 501   | Galgamácsa      | 47°44′05,63″N 19°26′08,79″E/47,734897 19,435775 |
| 502   | Tedej           | 47°55′08,16″N 21°24′14,71″E/47,918933 21,404086 |
| 503   | Szentes-Lapistó | 46°38′21,01″N 20°25′57,81″E/46,639169 20,432725 |
| 504   | Hárskút         | 47°11′17,39″N 17°44′27,64″E/47,188164 17,741011 |

### Węzły łączności w Bułgarii
| Numer | Lokalizacja | Współrzędne                               |
| ----- | ----------- | ----------------------------------------- |
| 601   | Ihtiman     | 42°40′37″N 23°50′45″E/42,676944 23,845833 |
| 602   | Chirpan     | 42°19′38″N 25°16′21″E/42,327222 25,272500 |
| 603   | Sivacevo    | 42°42′01″N 26°08′49″E/42,700278 26,146944 |
| 605   | Brusarci    | 43°43′18″N 23°10′57″E/43,721667 23,182500 |